# António José de Melo Breyner Teles da Silva
António José de Melo Breyner Teles da Silva (Lisboa, 23 de agosto de 1806 — Lisboa, 27 de abril de 1893), 2.º conde e 1.º marquês de Ficalho, foi um aristocrata, militar e político, fidalgo mordomo-mor da Casa Real, 6.º senhor da Vila Verde de Ficalho e do morgado de Serpa, comendador de Santa Maria de Alcanede, na Ordem de Avis, e alcaide-mor da mesma vila, conselheiro de Estado efetivo, gentil-homem da câmara da rainha D. Maria II e dos monarcas D. Pedro V, D. Luís I e D. Carlos. Foi par do reino e Ministro e Secretário de Estado dos Negócios Estrangeiros do Governo da Regência, em funções de 14 de janeiro a 2 de julho de 1831. Foi eleito associado provincial da Academia Real das Ciências de Lisboa. Foi pai do botânico e homem de letras Francisco Manuel de Melo Breyner.

## Biografia
Nasceu em Lisboa, filho do 1.º conde de Ficalho, Francisco José de Melo Breyner Teles da Silva, e de sua mulher, D. Eugénia Maurícia de Almeida Portugal, que depois de viúva teve os títulos de marquesa e de duquesa de Ficalho. Descendente de militares ilustres, seguiu a carreira das armas. Sucedeu na casa de seu pai e no título de conde de Ficalho, a 25 de agosto de 1812, sob a tutoria de sua mãe.
Foi nomeado par do reino por carta régia de 30 de abril de 1826, de que prestou juramento e tomou posse na sessão na respectiva câmara de 16 de agosto de 1834, na primeira sessão após o termo da Guerra Civil Portuguesa.
Optou pelo campo liberal e esteve exilado na ilha Terceira. Participou na Guerra Civil Portuguesa tendo-se distinguido na batalha da Praia, travada na ilha Terceira a 11 de agosto de 1829.
Foi ajudante-de-campo de D. Pedro IV, desde que o imperador aportou à ilha Terceira em 30 de março de 1832, até ao seu falecimento em 21 de setembro de 1834. Nessas funções esteve no Cerco do Porto, entrando na maior parte das batalhas que então se travaram, obtendo em combate um posto de acesso pela sua intrepidez e valor.
Participou na expedição que desembarcou no Algarve e marchou sobre Lisboa, comandada por António José de Sousa Manuel de Meneses, o duque da Terceira, durante a qual também entrou em combates. Quando entrou em Lisboa, a 24 de julho de 1833, apressou-se a libertar sua mãe, que tinha sido encerrada no Convento de Carnide. O título de marquês de Ficalho, de juro e herdade, foi-lhe concedido em 4 de abril de 1834. 
Casou em 14 de setembro de 1834 com Maria Luísa Braamcamp de Almeida Castelo Branco, dama de honor das rainhas D. Maria II, D. Estefânia de Hohenzollern-Sigmaringen e D. Maria Pia de Saboia, filha do 2.º barão de Sobral, depois 1.º visconde e 1.º conde de Sobral, com grandeza, Hermano José Braamcamp de Almeida Castelo Branco, e da sua esposa Louise Amable Rion Françoise de Narbonne-Lara.
Em 1835 acompanhou desde Munique a Lisboa o príncipe D. Augusto Carlos, duque de Leuchtenberg e de Santa Cruz, príncipe de Eischstätt, primeiro marido de D. Maria II. 
Foi ajudante-de-campo do rei consorte D. Fernando II, até pedir a sua exoneração de oficial do Exército, que lhe foi concedida com as honras de tenente-coronel. 
O 1.º marquês de Ficalho foi associado provincial da Academia Real das Ciências de Lisboa, eleito em sessão da classe de Ciências Morais, Políticas e Belas Letras de 24 de novembro de 1853. Foi vogal efectivo do Conselho de Agricultura, Comércio e Indústria. 
Possuía as honras de fidalgo cavaleiro da Casa Real e seu mordomo-mor, de 6.º senhor da Vila Verde de Ficalho e do morgado de Serpa, conselheiro de Estado efectivo, gentil-homem da câmara da rainha D. Maria II e dos monarcas D. Pedro V, D. Luís I e D. Carlos I, ajudante-de-campo do duque de Bragança, D. Pedro IV, do príncipe D. Augusto de Leuchtenberg e do rei D. Fernando II. Era comendador de Santa Maria de Alcanede, na Ordem de Avis, e alcaide-mor da mesma vila e comendador de São Pedro de Gouveias e de São Martinho de Pinhel, na Ordem de Cristo. Foi condecorado com a grã-cruz da Ordem de Cristo, com a grã-cruz da Ordem da Torre e Espada, com a grã-cruz da Ordem da Rosa, do Brasil, com a grã-cruz da Ordem da Águia Vermelha, da Prússia, com a grã-cruz da Ordem de Carlos III, de Espanha, e com a grã-cruz da Ordem de Santo Estanislau, da Rússia. 